# Teatro Alfieri (Cagliari)
Il teatro Alfieri è stato un teatro di Cagliari situato in via della Pineta.
Aperto negli anni sessanta come cine-teatro, fu l'unica sala teatrale per la città negli anni ottanta, dopo la chiusura del teatro Massimo (nel 1982, poi riaperto nel 2009) e prima dell'apertura del teatro Lirico (1993). Nel 2010 ha chiuso i battenti ed è rimasto sfitto in attesa di una riconversione mai avvenuta, per essere poi demolito a giugno 2020.

## Storia
Durante la seconda guerra mondiale  vennero distrutti i due teatri più importanti di Cagliari: il Politeama Regina Margherita, per un incendio nel 1942, e il teatro Civico di Castello, dai bombardamenti del febbraio 1943.
Nel 1947 venne inaugurato il teatro Massimo, ma con l'espansione di Cagliari una sola sala teatrale non bastava, ed anche quelle cinematografiche non servivano tutti i nuovi quartieri.
Nel 1961, per iniziativa dell'imprenditore Umberto Cossu, venne così inaugurato il cine-teatro Alfieri, in una zona in piena espansione, in prossimità dello stadio Amsicora e al Quartiere Fieristico.
Nei primi anni di attività funzionante anche come teatro, svolse prevalentemente la funzione di cinema dal 1965 fino al 1982, anno di chiusura del Massimo. Con la chiusura del Massimo per l'Alfieri cominciò una grande stagione teatrale, che è continuata sino al febbraio 2009, con la riapertura del teatro Massimo. Nel frattempo, con l'apertura dei multisala, l'Alfieri decise di non proiettare più film, se non in particolari circostanze. Nel 2010 chiuse a causa della crescente egemonia dei multisala in periferia rispetto alle sale singole e dei teatri nel centro storico della città. In progetto ci fu la conversione dell'edificio in locali residenziali e commerciali ma rimase chiuso e nella sua originale conformazione fino a giugno 2020 quando la struttura fu demolita.

## Descrizione
La decorazione del Foyer, affidata a Dino Fantini, si caratterizzava per dei bassorilievi nel soffitto e da un grande pannello ad olio dedicato al carnevale italiano.